# Bernd Jäkel
Bernd Jäkel (* 1. Mai 1954 in Berlin) ist ein ehemaliger deutscher Segelsportler, der bis 1990 für die Deutsche Demokratische Republik antrat.

## Leben
Bernd Jäkel war 1970 Zweiter bei der Spartakiade. 1979 gewann er im Soling zusammen mit Wolf-Eberhard Richter und Thomas Flach seinen ersten DDR-Meistertitel. An den Olympischen Spielen 1980 in Moskau nahm Jäkel als Ersatzmann teil. Bei der vierten Wettfahrt im Starboot saß er für Olaf Engelhardt im Boot von Richter. Das Solingboot mit Richter, Flach und Jäkel vom SC Berlin-Grünau gewann 1982 und 1983 zwei weitere Meistertitel.
1985 wechselten Thomas Flach und Bernd Jäkel zu Jochen Schümann. Mit dem zweiten Platz bei den Segeleuropameisterschaften 1985 begann für die drei Segler eine zwölfjährige Erfolgsserie. Bis zum Ende der DDR gewannen die drei eine olympische Goldmedaille 1988 in Seoul, eine Bronzemedaille bei den Weltmeisterschaften 1986, zwei Europameistertitel 1986 und 1988, sowie Silber 1985, 1987 und 1990 und Bronze 1989. Dazu kamen vier DDR-Meistertitel von 1987 bis 1990.
1991 setzten Schümann, Flach und Jäkel ihre Karriere für das wiedervereinigte Deutschland fort und gewannen im ersten Jahr Silber bei den Weltmeisterschaften und Bronze bei den Europameisterschaften. 1992 siegten sie bei den Weltmeisterschaften, bei den Olympischen Spielen in Barcelona erreichten sie den vierten Platz. 1993 und 1994 siegte die Crew bei den Europameisterschaften, 1996 erhielt sie die Bronzemedaille bei den Weltmeisterschaften und gewann bei den Olympischen Spielen in Atlanta zum zweiten Mal Gold. Für diesen Erfolg wurden  er und Jäkel vom Bundespräsidenten mit dem Silbernen Lorbeerblatt ausgezeichnet.
Der 1,79 m große Bernd Jäkel ist studierter Volkswirt.